# Peter Debye
Peter Debye, numele la naștere Petrus Josephus Wilhelmus Debije (n. 24 martie 1884, Maastricht, Țările de Jos – d. 2 noiembrie 1966, Ithaca, New York, SUA), a fost un fizician și chimist neerlandez, laureat al Premiului Nobel pentru chimie (1936). A studiat la Aachen sub îndrumarea lui Arnold Sommerfeld.

## Contribuții
A aplicat conceptul de moment electric dipolar la studiul polarității moleculare. A extins modelul Einstein pentru capacitatea termică la solide. Prin colaborare cu Erich Hückel a formulat modelul eponim despre electroliti.

## Controverse și activități din timpul celui de-al Doilea Război Mondial

### Controversa din 2006
În ianuarie 2006, un capitol dintr-o carte apărută in Țările de Jos, cu autor Sybe Rispens având ca titlu Einstein in Nederland. prezintă relația dintre Albert Einstein și Debye. Autorul crede că a descoperit documente care ar atesta implicarea lui Debye în eliminarea elementelor iudaice și a altor elemente non-ariene din instituțiile științifice germane.